# Kanon (Saint Seiya)
Kanon (カノン Kanon?), conocido como Kanon de Géminis o Kanon del Dragón Marino es un personaje del manga y anime Saint Seiya conocido en español como Los Caballeros del Zodiaco. Fue el Marina de Poseidón de Dragón Marino hasta la muerte de su hermano gemelo Saga, desde ese momento se convierte en el Santo de oro de Géminis. Muere en la pelea en contra de Radamanthys de Wyvern. Es conocido entre los santos de Atenea por haber sido el primer mortal que engañó a un dios para su propio beneficio.
Kanon en japonés es el nombre utilizado por los budistas para denominar a Avalokiteshvara, Buda de la Compasión.

## Biografía

### En Episode G
Kanon protagoniza un Gaiden donde se ve la conocida escena donde despierta el alma de Poseidón y toma control de la Escama de Dragón Marino, luego piensa vengarse de su hermano Saga y del resto de la humanidad. En Episode G Assassin es tanto el Santo de Oro de Géminis como el Patriarca del Santuario de Athena/Saori Kido

### Antes de las 12 Casas
Kanon había nacido con un lado oscuro al igual que Saga, solo que este controlaba la totalidad de su ser y lo hacía ambicionar el puesto de Atenea. Es por esto que el Santo de Géminis encerró a su hermano en Cabo Sunión para que muriera ahogado, sin saberlo Kanon fue salvado constantemente por el cosmos de la diosa Atenea que lo impulsaba a sobrevivir, hasta que un día descubrió una grieta en una pared y dentro, una cueva secreta con el tridente de Poseidón sellado. El guerrero quitó el sello y cayó al antiguo Santuario Submarino, allí se encontró con un ánfora con el alma de Poseidón sellada.
Kanon quitó este sello y el alma del dios le dice que se encontrará alojada en el cuerpo de Julian Solo hasta que este cumpla una edad adecuada. Kanon se quedaría reuniendo a las tropas para enfrentarse a Atenea, pero lo que Poseidón no sabía era que Kanon planeaba nunca despertar el alma del dios una vez alojada en el cuerpo y usar a Julian Solo como marioneta para conquistar a la Tierra.

### En Poseidón
Ikki es el que primero que se entera de la identidad de Kanon cuando este se interpone en su camino, en el momento que Fénix intentaba ir al palacio de Poseidón para asesinarlo. Kanon se encarga de hacer desaparecer a Ikki con su Golden Triangle y vuelve a su pilar. Más tarde, Kanon siente que el alma de Poseidón está despertando por culpa de los Santos de Bronce y su plan está a punto de arruinarse, pero antes de que pueda marcharse es detenido por Ikki que ha vuelto a aparecer. Ambos mantienen una pelea pareja hasta que Kanon es golpeado por el Phoenix Genma Ken y le revela al Fénix todo su plan secreto. Esta verdad es también escuchada por Sorrento de Sirena, quien salva a Ikki de ser asesinado por el geminiano.
Ikki se marcha diciendo que Kanon es muy poca cosa como para enfrentarlo y se dirige a enfrentar a Poseidón. En el manga vemos que el general marino se arrepiente de sus pecados al saber que el cosmos que lo consolaba en su encierro pertenecía a Atenea, posteriormente recibe el tridente de Poseidón cuando este lo lanza contra Atenea (no Seiya, como se ve en el anime).

### En Hades
Kanon aparece en el Santuario dispuesto a proteger a Atenea, controlando a distancia la armadura de Géminis para enfrentar a los espectros de Hades que recorren las doce Casas. Milo no está convencido del cambio de actitud de Kanon por lo que decide someterlo a una prueba, torturándolo con su Aguja Escarlata, sin embargo la fuerza de voluntad de Kanon y su sincero arrepentimiento hacen que lo reconozca como un genuino santo dorado. Enfrentaría a su hermano Saga quien ha entrado a la casa de Géminis con Shura y Camus, revividos y al servicio de Hades. Sin embargo es derrotado por el poder de Saga cuando este logra reconocerlo. A pesar de ello Saga llora de orgullo al ver que su hermano lucha ahora al lado de Athena.
Más adelante, Kanon es el encargado de entregarle a Saga la daga dorada con la que intentó matar a Athena hace ya 13 años. Luego de que la diosa se suicidara, viste la armadura de Géminis y marcha junto a Dohko de Libra rumbo al Castillo de Hades.
En el Infierno ayuda a los Santos de bronce y se enfrenta finalmente con Radamanthys de Wyvern, justo en el momento en que las 11 armaduras de oro restantes llegan al Infierno para ayudar a destruir el Muro de los Lamentos. Kanon se libera de la armadura para permitirle reunirse con el resto y sacrifica su vida para derrotar a Radamanthys.
En el anime, se ve que a los pocos minutos de haberse sacrificado, su alma se fusiona con la de su hermano dentro de la armadura frente al Muro de los Lamentos antes de que los doce Santos lo destruyan.

## Técnicas Especiales
Las técnicas que usa son:
- Golden Triangle (ゴールデントライアングル Gōruden Toraianguru?, Triángulo dorado): consiste en distorsionar el espacio y crear portales a otras dimensiones. Con el poder de estos puede encerrar en otro universo a su oponente, aunque Ikki logró volver de él. Esta técnica es una variación del "Another Dimension" de su gemelo, pero según Ikki, la versión de Kanon es más débil y fácil de desarticular. Esta técnica recibe este nombre como una referencia al Triángulo de las Bermudas, ya que fue creada mientras era un general marino.
- Galaxian Explosion (ギャラクシアンエクスプロージョン Gyarakushian Ekusupurōjon?, Explosión galáctica): el ataque más destructivo de Kanon, fue creado por su hermano y tras la muerte de este adoptado por él y se dice puede destrozar hasta las estrellas al usarlo. Genera una explosión semejante a una Supernova. Es la técnica ofensiva de mayor poder que posee Kanon, rara vez sus enemigos salen indemnes después de recibir una técnica de semejante potencia.
- Genrō Maō Ken (幻朧魔皇拳 Puño de ilusión imperial del emperador demoníaco (Satan Imperial)?): es la técnica mental, que, bajo la forma de un puñetazo o de un disparo con el dedo, envía una descarga de poder que atraviesa el encéfalo del oponente, permitiendo a su ejecutor de controlar la mente del adversario. Al igual que el Galaxian Explosion fue heredada de su hermano Saga, a quien se vio utilizarla para controlar al Maestro Cristal, Aioria de Leo y Shura de Capricornio con mayor o menor éxito.
- Genma Ken (幻朧拳 Puño de ilusión diabólico?): es la similar en su ejecución al Satan Imperial, esta tiene el efecto de infundir terribles alucinaciones en los oponentes, y causar severos daños al sistema nervioso central, parálisis, puede también utilizarse para extraer recuerdos del oponente o manipularlo para que actúe según se desee. Kanon, la uso para derrotar a Lune de Balrog y una pequeña variación de esta técnica dejó a Radamantys completamente paralizado.

## Habilidades
Kanon, al igual que Saga, posee poder telekinético, a tal punto de lanzar ataques a una gran distancia y poder crear gigantescas ilusiones desde muy lejos. Su ilusión más compleja es la de transformar a la Casa de Géminis en un laberinto sin fin por el cual los intrusos vagarían por toda la eternidad. También su fortaleza le permite quitar con un solo golpe en la mente uno por uno los sentidos de su oponente, con un efecto similar al Tesoro del Cielo de Shaka.
- Datos: Q2708055